# Pseudoloricaria laeviuscula
Pseudoloricaria laeviuscula — єдиний вид роду Pseudoloricaria з групи Loricariichthys триби Loricariini підродини Loricariinae родини Лорікарієві ряду сомоподібні. Наукова назва походить від грецького слова pseudes, тобто «несправжній», та латинського слова lorica — «панцир зі шкіри».

## Опис
Загальна довжина сягає 30,5 см. Голова має округлу форму, дещо сплощена зверху, морда трохи витягнута. Зуби на передщелепні кістці відсутні. У статевозрілих самців губа довга й широка. Тулуб стрункий й подовжений. Хвостове стебло звужується до хвостового плавця. Спинний плавець низький, середнього довжини. Грудні плавці довгі, серпоподібні, в основі широкі. Жировий плавець відсутній. Хвостовий плавець витягнутий, розрізаний.
Забарвлення коричневе з поздовжніми рядами дрібних чорних цяток від початку спинного плавця до хвостового плавця.

## Спосіб життя
Біологія вивчена недостатньо. Це демерсальна риба. Воліє до прісної й прозорої води. Зустрічається в основному потоці річки, а також у тимчасових водоймах. Тримається піщаного дна. Живиться дрібними безхребетними та частково водоростями.
Самець виношує на нижній губі кладку з ікри.

## Розповсюдження
Є ендеміком Бразилії. Мешкає у басейні річки Амазонка, насамперед її притоках Ріо-Негро і Бранко